# 9 novembre 1979

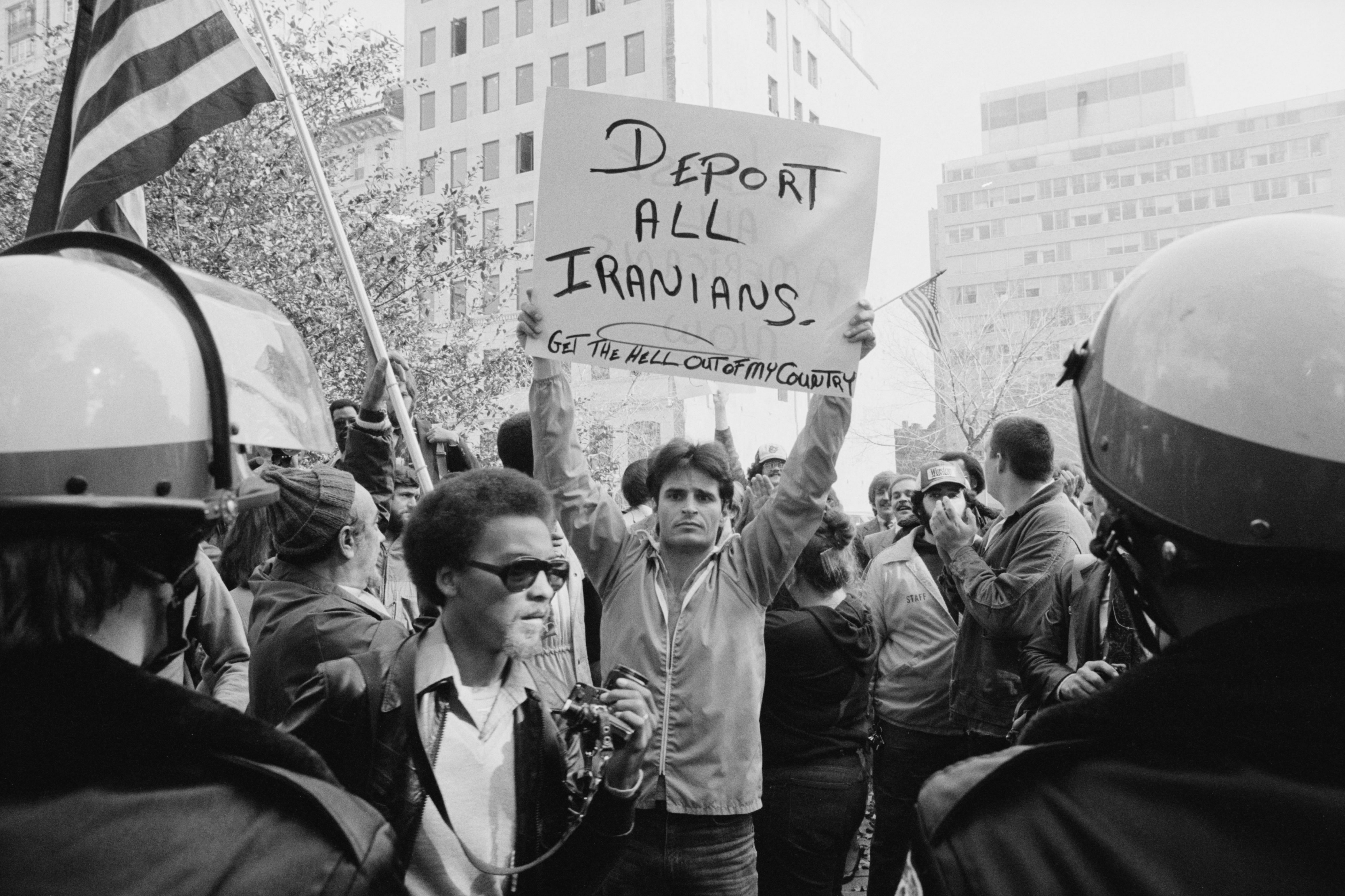
9 novembre : Manifestation à Washington contre la prise d'otages de Téhéran.

Le vendredi 9 novembre 1979 est le 313e jour de l'année 1979.

## Naissances
- Adam Dunn, joueur de base-ball américain
- Aitor Galdós, coureur cycliste espagnol
- Caroline Flack (morte le 15 février 2020), animatrice de télévision britannique
- Casper Ankergren, footballeur danois
- Cory Hardrict, acteur américain
- Daniel Squadron, personnalité politique américaine
- Dave Bush, joueur américain de baseball
- Ivan Tkatchenko (mort le 7 septembre 2011), joueur de hockey sur glace russe
- Kim Joo-sung, joueur de basket-ball sud-coréen
- Marcelina Kiala, handballeuse angolaise
- Martin Taylor, footballeur anglais
- Mia Matsumiya, musicienne américaine
- Oliver Ackland, acteur australien
- Patricia Thormann, joueuse de volley-ball allemande
- Rayess Bek, Rappeur libanais
- Thomas Foley, skieur alpin irlandais
- Yosuke Nozawa, footballeur japonais
- Zulia Calatayud, athlète cubaine spécialiste du 400 m et du 800 m

## Décès
- Louise Thaden (née le 12 novembre 1905), aviatrice américaine

## Événements
- Sortie des chansons Confusion et Last Train to London du groupe Electric Light Orchestra
- Sortie de la chanson Rapper's Delight du groupe The Sugarhill Gang
- Création de l'entreprise américaine The Samuel Goldwyn Company
- Sortie de l'album The Soundhouse Tapes du groupe Iron Maiden